# Felipe Herrero Baeza
Felipe Herrero Baeza (Madrid, 18 de juny de 1970) és un exfutbolista madrileny, que jugava de migcampista. Va ser internacional espanyol en categories inferiors.

## Trajectòria
Es va formar al planter del Reial Madrid. Va jugar tres anys amb el filial blanc el Castilla, fins a ser cedit la temporada 91/92 al CE Castelló. A la següent va retornar al Reial Madrid B i a l'altra va recalar al Córdoba CF de Segona B.
Debutaria en primera divisió la temporada 94/95, amb el CD Logroñés, tot jugant 21 partits. Els riojans van baixar a la categoria d'argent, on el madrileny va militar una temporada més. Més tard, va jugar amb el CD Toledo (96/98) i el CD Ourense (98/99), sense arribar a aconseguir un lloc titular en cap d'ells.
La temporada 99/00 fitxa pel CD Manchego i a l'any posterior per l'AD Alcorcón, equip en el qual hi penjarà les botes el 2002.